# Amasya (circonscription électorale)
La circonscription électorale d'Amasya correspond à la province du même nom et envoie 3 députés à la Grande Assemblée nationale de Turquie.

## Composition
La circonscription d'Amasya est divisée en 7 districts (ilçe). Chaque district est composé d'un chef-lieu et de municipalités (communes et villages).

## Résultats électoraux

### Élections législatives de juin 2015
| Partis                   | Partis                                        | Voix | %   | Sièges | +/-           | Élus                       |
| ------------------------ | --------------------------------------------- | ---- | --- | ------ | ------------- | -------------------------- |
|                          | Parti de la justice et du développement (AKP) |      |     | 2      |               | Naci Bostancı et Sait Yüce |
|                          | Parti républicain du peuple (CHP)             |      |     | 1      | en stagnation | Mustafa Tuncer             |
|                          |                                               |      |     |        |               |                            |
| Total                    | Total                                         |      | 100 | 3      | en stagnation | -                          |
| Inscrits / participation |                                               |      |     |        |               |                            |

### Élections législatives de novembre 2015
| Partis                   | Partis                                        | Voix | %   | Sièges | +/-           | Élus                        |
| ------------------------ | --------------------------------------------- | ---- | --- | ------ | ------------- | --------------------------- |
|                          | Parti de la justice et du développement (AKP) |      |     | 2      | en stagnation | Naci Bostancı et Haluk İpek |
|                          | Parti républicain du peuple (CHP)             |      |     | 1      | en stagnation | Mustafa Tuncer              |
|                          |                                               |      |     |        |               |                             |
| Total                    | Total                                         |      | 100 | 3      | en stagnation | -                           |
| Inscrits / participation |                                               |      |     |        |               |                             |

### Élections législatives de 2018
| Partis                   | Partis                                        | Voix    | %     | Sièges | +/-           | Élus                                      |
| ------------------------ | --------------------------------------------- | ------- | ----- | ------ | ------------- | ----------------------------------------- |
|                          | Parti de la justice et du développement (AKP) | 106 937 | 46,99 | 2      | en stagnation | Mustafa Levent Karahocagil et Hasan Çilez |
|                          | Parti républicain du peuple (CHP)             | 56 313  | 24,74 | 1      | en stagnation | Mustafa Tuncer                            |
|                          | Parti d'action nationaliste (MHP)             | 28 240  | 12,41 | 0      | en stagnation |                                           |
|                          | Le Bon Parti (İYİ)                            | 27 555  | 12,11 | 0      | Nv.           |                                           |
|                          | Parti démocratique des peuples (HDP)          | 5 165   | 2,27  | 0      | en stagnation |                                           |
|                          | Parti de la félicité (SP)                     | 2 535   | 1,11  | 0      | en stagnation |                                           |
|                          | Parti patriote (VATAN)                        | 465     | 0,20  | 0      | en stagnation |                                           |
|                          | Parti de la cause libre (HÜDA PAR)            | 368     | 0,16  | 0      | en stagnation |                                           |
|                          |                                               |         |       |        |               |                                           |
| Total                    | Total                                         | 227 578 | 100   | 3      | en stagnation | -                                         |
| Inscrits / participation | Inscrits / participation                      | 246 896 | 91,36 |        |               |                                           |

### Élections législatives de 2023
| Partis                   | Partis                                        | Voix    | %     | Sièges | +/-           | Élus                      |
| ------------------------ | --------------------------------------------- | ------- | ----- | ------ | ------------- | ------------------------- |
|                          | Parti de la justice et du développement (AKP) | 94 568  | 39,58 | 2      | en stagnation | Haluk İpek et Hasan Çilez |
|                          | Parti républicain du peuple (CHP)             | 70 732  | 29,61 | 1      | en stagnation | Reşat Karagöz             |
|                          | Parti d'action nationaliste (MHP)             | 40 037  | 16,76 | 0      | en stagnation |                           |
|                          | Le Bon Parti (İYİ)                            | 17 001  | 7,12  | 0      | en stagnation |                           |
|                          | Nouveau parti de la prospérité (YRP)          | 4 273   | 1,79  | 0      | Nv.           |                           |
|                          | Parti de la victoire (ZP)                     | 3 588   | 1,50  | 0      | Nv.           |                           |
|                          | Parti de la grande unité (BBP)                | 1 972   | 0,83  | 0      | en stagnation |                           |
|                          | Parti de la gauche verte (YSP)                | 1 572   | 0,66  | 0      | en stagnation |                           |
|                          | Parti de la patrie (M)                        | 1 354   | 0,57  | 0      | Nv.           |                           |
|                          | Parti des travailleurs de Turquie (TIP)       | 1 078   | 0,45  | 0      | en stagnation |                           |
|                          | Parti de la justice (AP)                      | 764     | 0,32  | 0      | Nv.           |                           |
|                          | Parti de la mère patrie (ANAP)                | 431     | 0,18  | 0      | en stagnation |                           |
|                          | Parti des droits et libertés (HAK)            | 253     | 0,11  | 0      | en stagnation |                           |
|                          | Parti jeune (GP)                              | 233     | 0,10  | 0      | en stagnation |                           |
|                          | Parti de la nation (MP)                       | 164     | 0,07  | 0      | en stagnation |                           |
|                          | Parti de libération du peuple (HKP)           | 160     | 0,07  | 0      | en stagnation |                           |
|                          | Parti patriote (VATAN)                        | 157     | 0,07  | 0      | en stagnation |                           |
|                          | Parti de l'union du pouvoir (GBP)             | 155     | 0,06  | 0      | Nv.           |                           |
|                          | Parti de gauche (SOL)                         | 151     | 0,06  | 0      | en stagnation |                           |
|                          | Parti communiste de Turquie (TKP)             | 146     | 0,06  | 0      | en stagnation |                           |
|                          | Mouvement communiste (TKH)                    | 65      | 0,03  | 0      | Nv.           |                           |
|                          | Parti de l'innovation (YP)                    | 52      | 0,02  | 0      | Nv.           |                           |
|                          | Parti de la justice et de l'unité (AB)        | 11      | 0,00  | 0      | Nv.           |                           |
|                          | Parti de la route nationale (MYP)             | 1       | 0,00  | 0      | Nv.           |                           |
|                          |                                               |         |       |        |               |                           |
| Total                    | Total                                         | 238 918 | 100   | 3      | en stagnation | -                         |
| Inscrits / participation | Inscrits / participation                      | 256 807 | 92,15 |        |               |                           |